# Byhalia (Mississippi)
Pour les articles homonymes, voir Byhalia.
La ville américaine de Byhalia est située dans le comté de Marshall, dans l’État du Mississippi. Lors du recensement de 2010, sa population s’élevait à 1 302 habitants.

## Personnalités liées à la ville
Louis Myers est né à Byhalia en 1929.
William Faulkner y est décédé en 1962.

## Source
- (en) Cet article est partiellement ou en totalité issu de l’article de Wikipédia en anglais intitulé « Byhalia, Mississippi » (voir la liste des auteurs).